# Trofalaxia

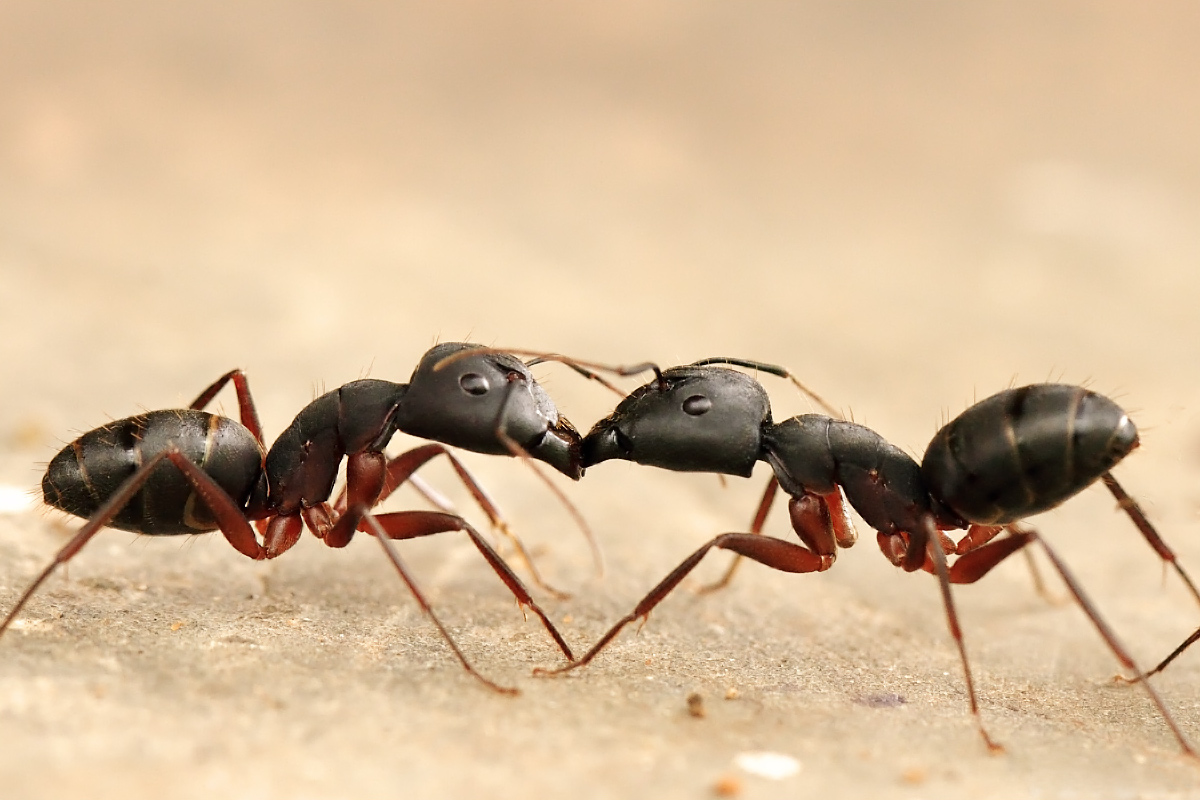
Trofaláxia em formigas pretas Camponotus cf. compressus

Em zoologia, chama-se trofalaxia a um processo de alimentação em que um indivíduo transfere para outro o alimento que se encontra dentro do seu próprio tubo digestivo por regurgitação.
Normalmente, este processo é utilizado pelos progenitores em relação aos seus filhos, como no caso da maioria das aves, ou de alguns mamíferos carnívoros. No entanto, há algumas excepções, como no caso do cuco, que põe os seus ovos no ninho de outra espécie e são os “donos” do ninho que alimentam os filhotes do cuco. Entre as formigas, é normal a trofalaxia entre indivíduos adultos, chegando a haver espécies que criam uma casta de obreiras, cuja única tarefa é armazenar alimento dentro do seu corpo.
Em algumas espécies, a trofalaxia é induzida através de processos específicos: nos carnívoros, os filhotes lambem o focinho do progenitor – o hábito instintivo dos cães domésticos de lamberem a face do dono é um vestígio do hábito dos seus ancestrais selvagens. Nas formigas, a trofalaxia é induzida pela libertação de feromonas.